# Marko Dragić
Marko Dragić (Prozor-Rama, 10. srpnja 1957.) hrvatski je i bosanskohercegovački filolog i kulturni antropolog.

## Životopis
Marko Dragić rođen je u Gmićima kraj Prozora (Poljana na Makljenu). U rodnom mjestu završio je pučku školu i gimnaziju. Na Filozofskom fakultetu u Zadru 1980. godine diplomirao je hrvatski i latinski jezik i književnost. Poslijediplomski doktorski studij završio je na Filozofskom fakultetu Sveučilišta u Zagrebu doktoriravši 2000. godine temom Hrvatske predaje i legende iz Bosne i Hercegovine pod mentorstvom prof. dr. sc. Stipe Botice. Radio je kao profesor hrvatskoga i latinskoga jezika u Srednjoškolskom centru u Prozoru (1980. – 1988.). Od 1988. obnaša više dužnosti u vlasti, politici, znanosti i visokom obrazovanju. Godine 2003. pozvan je na Odjel humanističkih znanosti Sveučilišta u Splitu - od 1. listopada 2005. Filozofski fakultet Sveučilišta u Splitu na kojemu je redoviti profesor u trajnom zvanju. 
Na Filozofskom fakultetu u Zagrebu 2003. izabran u zvanje docenta, a 2007. u zvanje izvanrednoga profesora. Na Filozofskom fakultetu u Splitu izabran je 2011. za redovitoga profesora te 2016. u redovitoga profesora u trajnom zvanju. Kao gostujući profesor na Filozofskom fakultetu u Mostaru od 2007. do 2013. godine obnašao je dužnost prodekana za znanost. Redoviti profesor u trajnom zvanju je na Filozofskom fakultetu Sveučilišta u Splitu, gdje je od 2005. do 2007. bio pročelnik Odsjeka za kroatistiku, predsjednik Etičkoga povjerenstva (2007. – 2010.). Predstojnik je Katedre za književnost i kulturu, voditelj Modula za književnost i kulturu na doktorskom studiju humanističkih znanosti. Od 2017. do 2021. član te od 2021. do 2024. potpredsjednik Matičnog odbora područja humanističkih znanosti, polje filologija u Agenciji za znanost i visoko obrazovanje Republike Hrvatske. Od 2009. ekspert/evaluator je pri Ministarstvu nauke Crne Gore.
Član je Matice hrvatske, Hrvatskog filološkog društva, Književnog kruga Split. Redoviti je član Hrvatskoga društva za znanost i umjetnost Bosne i Hercegovine, Sarajevo. Supruga Kata, djeca: Josip, Helena, Marija.

## Politička karijera
Obnašao je više dužnosti u politici i izvršnoj vlasti. Bio je predsjednik Općinskog vijeća Saveza samostalnih sindikata Bosne i Hercegovine Prozor (1988. – 1990.), načelnik Stanice javne sigurnosti Rama-Prozor (1990. – 1993.), pomoćnik te zamjenik ministra MUP-a HR HB (1993. – 1995.). Član predsjedništva HDZ-a BiH bio je od 1994. do 1996., član i predsjednik Upravnog odbora HPT-a (1994. – 1998.), zastupnik u Skupštini Hercegovačko-neretvanske županije (1996-1998), član Predsjedništva Matice hrvatske Mostar (2000. – 2002.), ravnatelj HABENE (1995. – 2002.), osnivač Federalne novinske agencije, zamjenik njenog generalnog direktora. Pukovnik je HVO-a. 

## Znanstveni i stručni rad
Od studentskih dana bavi se snimanjem, zapisivanjem i prikupljanjem usmene književnosti i svih vrsta nematerijalne kulturne baštine. Posebnu pozornost u svojim radovima posvećuje povijesnim predajama koje interpretira u povijesnom kontekstu. Znanstveni interes ogleda se u radovima o fakciji i fikciji u književnosti te ophodima, obredima, vjerovanjima, sujevjerjima, divinacijama u kojima se navode i interpretiraju usmenoknjiževni primjeri koji ih prate. U znanstvenim monografijama i radovima piše o hrvatskoj nematerijalnoj kulturnoj baštini u kontekstu južnoslavenskih i drugih europskih naroda. 
Autor je 11 znanstvenih knjiga te po jednog fakultetskog udžbenika i priručnika. O njegovim knjigama napisana su dva znanstvena rada te preko stotinu prikaza koji su navedeni u CROSBI-u u napomenama monografija. U desetak država objavio je 416 priloga:  u časopisima 236, u zbornicima skupova 39, poglavlja u knjigama 32,  ostalih radova 107,  dva priloga sa skupova u časopisima.   Objaviljeno mu je više intervjua u tjednicima, emisija na TV-u  Radio postajama, TV intervjua. Od 1999. do 2014. bio je urednik u ediciji Hrvatska književnost Bosne i Hercegovine u sto knjiga. Bio je dugogodišnji član uredništva časopisa "Motrišta", "Suvremena pitanja" i "Croatica et Slavica Iadertina".
O njegovim je djelima objavljeno nekoliko znanstvenih i stručnih radova, eseja, te preko stotinu prikaza. Citiran je više od 3800 puta.

## Mentorstva
Profesor je i mentor na poslijediplomskim doktorskim studijima: Hrvatska kultura i civilizacija, te Kroatistika na Filozofskom fakultetu Sveučilišta u Zagrebu; Humanističke znanosti na Filozofskom fakultetu u Splitu; te Kulture i jezici u kontaktu na Filozofskom fakultetu u Mostaru. Pod njegovim mentorstvom napisano je i obranjeno 690 diplomskih i završnih radova na filozofskim fakultetima u Splitu i Mostaru, Od toga je na Filozofskom fakultetu u Mostaru od 2002. do 2013. godine 307, a na Filozofskom fakultetu u Splitu od  (prve generacije) 2006. napisano i obranjeno 383 završna i diplomska rada.  Na filozofskim fakultetima u Zagrebu, Splitu i Mostaru pod njegovim mentorstvom napisano je i obranjeno 8 doktorskih disertacija.

## Odličja i nagrade
- Red hrvatskog trolista, 1997.
- Spomenica domovinske zahvalnosti, 1997.
- Spomenica domovinskog rata, 1997.
- Nagrada za izvrsnost u nastavi i radu sa studentima Filozofskoga fakulteta u Splitu, 2019.

## Djela
1. Tradicijske priče iz Zagore. Književni krug Split; Filozofski fakultet Sveučilišta u Splitu. Split 2017.
2. Poetika i povijest hrvatske usmene književnosti (Fakultetski udžbenik), Filozofski fakultet Sveučilišta u Splitu, Split,  2008.
3. Hrvatska književnost katoličke obnove i prvoga prosvjetiteljstva (Hrvatska barokna književnost), Filozofski fakultet Sveučilišta u Splitu, Split 2006.
4. Usmene epske pjesme iz Neretve kod Konjica (supriređivač s Tomom Anđelićem). Hrvatski leksikografski institut Bosne i Hercegovine. Mostar 2006.
5. Hrvatska usmena književnost Bosne i Hercegovine, lirika, epika, retorika, Hrvatska književnost Bosne i Hercegovine u sto knjiga, knjiga 4, Matica hrvatska i HKD Napredak, Sarajevo, 2006.
6. Hrvatska usmena književnost Bosne i Hercegovine, proza, drama i mikrostrukture, Hrvatska književnost Bosne i Hercegovine u sto knjiga, knjiga 5, Matica hrvatska i HKD Napredak, Sarajevo 2005.
7. Književna i povijesna zbilja (kroatološke teme), HKD Napredak, Split, 2005.
8. Od Kozigrada do Zvonigrada (hrvatske povijesne predaje i legende iz Bosne i Hercegovine, Mala nakladna kuća Sv. Jure i Zajednica izdanja ranjeni labud, Baška Voda – Mostar - Zagreb, 2001.
9. Deset kamenih mačeva (hrvatske predaje i legende iz Bosne i Hercegovine, Mala nakladna kuća Sv. Jure, Baška Voda,  1999.
10. Duša tilu besidila (hrvatske pučke molitvene pjesme iz BiH, Mala nakladna kuća Sv. Jure, Baška Voda, 1997.,
11. Zakopano zvono (predaje i legende u Šematizmu fra Petra Bakule, Mala nakladna kuća Sv. Jure, Baška Voda, 1996., (1. izdanje) 1997. 2. izdanje)
12. Tuj tunja, tu jabuka (hrvatske narodne pjesme iz Rame), Mala nakladna kuća Sv. Jure, Baška Voda, 1995.
13. Ramo moja (hrvatske narodne pjesme iz Rame), Franjevački samostan Šćit-Rama i Matica hrvatska ogranak Rama-Prozor, Sarajevo, 1992.